# 山楸橡树
山楸橡树（Rowan Oak）是美国作家威廉·福克纳的故居，现已被列入美国国家历史名胜。“山楸橡树”是苏格兰传说中象征和平与安全的树。这座别墅最初由Robert Sheegog于1840年代建造，建好后约有2500平方英尺，门厅占450平方英尺。1900年左右Julia Bailey增设了储藏室和厨房。1930年6月福克纳夫妇正式入驻此地，福克纳对房屋结构做了几处大的修改，比如在二楼添了第四个寝室。1950年代，由于诺贝尔文学奖的奖金和日益增多的稿酬，福克纳对这所别墅做了最后一次大的装修整改。1954年，他将这座房子的所有权转到了唯一的女儿吉尔名下，福克纳死后她觉定将图书馆和办公室的部分对福克纳学者们开放。福克纳妻子死后，吉尔将山楸橡树卖给了密西西比大学。1977年收入國家史蹟名錄。1980年代经历了一次大的翻修。